# Butch Is Not a Dirty Word
Butch is Not a Dirty Word (BINADW) (del inglés: "Butch no es una palabra obscena") es una revista bianual australiana para lesbianas butch y quienes las apoyan, la única revista en el mundo dedicada específicamente a mujeres de género no conformes. El lema de la revista es "Una revista queer para lesbianas butch, mujeres butch, trans butch, butch no binarias y todas aquellas personas que las aman".

## Historia
La revista se fundó en Melbourne, Australia, en marzo de 2017, y empezó siendo  un proyecto sin ánimo de lucro dedicado a las lesbianas butch y a las mujeres masculinas de Australia y en todo el mundo. La editora de la revista es la skater profesional Esther Godoy, inspirada en la serie fotográfica Butch de Meg Allen, una fotógrafa de San Francisco. Godoy ha dicho que también ha usado como inspiración el haber emigrado a Portland, Oregon, desde Melbourne, porque en Portland es donde se sintió aceptada por primera vez como lesbiana masculina. La revista tiene como objetivo recuperar la palabra "butch", ofrecer una representación más positiva para las lesbianas butch y las mujeres que tienen una presentación de género masculina, y expandir la comunidad sáfica butch en Australia.
Godoy ha declarado que el propósito de Butch Is Not A Dirty Word es:

Romper el ideal de que la masculinidad y la feminidad le tienen que pertenecer al hombre o a la mujer. La masculinidad femenina es tan válida como la masculinidad masculina. En realidad, no está ligada ni a tu sexo ni a tu género. Aún así, es sorprendente lo tabú que sigue siendo ser una mujer que parece un hombre.

BINADW tiene como objetivo combatir la invisibilidad lésbica y disipar el cliché lesbofóbico y edadista de la "vieja lesbiana marimacho" que asocia ser una persona butch con la "agresión, fealdad y soledad".
Entre los muchos temas que explora BINADW está el edadismo dentro de las comunidades lésbicas. El tercer número de la revista estuvo "dedicado a explorar las experiencias y perspectivas de las butch de todas las edades" para reconocer y honrar "el camino que nuestros compañeras butch ancianas han pavimentado para nosotras y cómo sus contribuciones han creado un espacio más seguro para que las personas queer existan y prosperen".
Entre las colaboradoras de BINADW se encuentran Jewel Robinson, Leah Peterson y Avery Everhart.